# Кириллово (Пензенская область)
Кириллово — село в Земетчинском районе Пензенской области России. Административный центр Кирилловского сельсовета.

## География
Расположено в 32 км к северу от районного центра пгт Земетчино возле реки Кити (левый приток Вада). 

## История
Основано около 1650 г. как вотчина Кирилло-Белозерского монастыря. Крестьяне занимались бортничеством, охотой, животноводством, лесными промыслами, по мере расчистки леса все большее значение приобретало земледелие. В 1764 г. крестьяне переведены на положение экономических, а затем государственных. Во 2-й половине XIX в. Кириллово превратилось в крупное село с развитыми промыслами: пчеловодство, изготовление рогожи, кож, заготовка и транспортировка древесины. Имелись: небольшая рогожная фабрика и кожевенный завод, принадлежащие местным крестьянам; базар, ярмарка, 12 лавок, 5 постоялых дворов, фельдшерский пункт (к 1893 г. открыты земская больница и аптека), 3 школы.
В конце XIX — начале XX века село являлось центром Кирилловской волости Спасского уезда Тамбовской губернии. В 1882 г. крестьянская община состояла из двух обществ «обрусевшей мещеры», 650 дворов, 103 грамотных мужчины, 10 женщин, 34 учащихся мальчика, 3 девочки, 8433 десятины пашни, 1724 – леса, 50 десятин пашни брали в аренду, 976 рабочих лошадей, 861 корова, 31 семья занималась пчеловодством (798 колод-ульев), было 49 садов (2680 плодовых деревьев); 91 семья не имела ни одной лошади, 254 – одну (бедняки), 230 – по 2-3 лошади (середняки), 28 дворов имели 4-5 и 16 – более пяти лошадей (богатые крестьяне). В начале XX в. действовали: Казанская, Покровская и Казанская единоверческая церкви, старообрядческий молитвенный дом. В 1913 г. у крестьянской общины 8433 десятины надельной пашни и 1724 десятины леса, в селе женское 2-классное училище, женская подготовительная школа, земская школа, 2 церковноприходские школы, земская больница, ветеринарный пункт, Вышенское и Морчасовское лесничества, конский случной пункт, кредитное товарищество, вспомогательная сберегательная касса, агент земского страхования, базар, ярмарка.
С 1928 года село являлось центром Кирилловского сельсовета в составе Керенского района Пензенского округа Средне-Волжской области. В период коллективизации в селе работала МТС, обслуживавшая более 20 колхозов; в ее фонде было 56 тракторов и 20 комбайнов. В 1941 — 1958 годах село входило в состав Салтыковского района Пензенской области, располагалась центральная усадьба колхоза имени Ленина. С 1958 года в составе Земетчинского района, в 1980-е годы — центральная усадьба совхоза «Кирилловский».
На 1 января 2004 года на территории села действовало 399 хозяйств и проживало 851 человек.

## Население
| 1858  | 1862  | 1877  | 1882  | 1897  | 1913  | 1920  |
| ----- | ----- | ----- | ----- | ----- | ----- | ----- |
| 3596  | ↗3679 | ↗3903 | ↗5036 | ↗5463 | ↗7900 | ↘6777 |
| 1926  | 1930  | 1939  | 1959  | 1970  | 1979  | 1989  |
| ↘6706 | ↘6413 | ↘3859 | ↘3047 | ↘2607 | ↘1953 | ↘1306 |
| 1998  | 2002  | 2010  |       |       |       |       |
| ↘1070 | ↘854  | ↘538  |       |       |       |       |

## Инфраструктура
В селе имеются филиал МОУ «Средняя общеобразовательная школа села Красная Дубрава», дом культуры (построен в 1989 году), парк культуры и отдыха, фельдшерско-акушерский пункт, отделение почтовой связи.

## Известные люди
Кириллово — родина Героя Советского Союза, гвардии майора, командира стрелкового батальона Семена Ивановича Никина (1914–2000), заместителя министра образования России Марии Николаевны Лазутовой, конструктора автобусов Бориса Сергеевича Дремкова (1930—2020).